# Julian Lingg
Julian Lingg (* 18. November 1996) ist ein Schweizer Unihockeyspieler, welcher beim 1.Liga-Verein Unihockey Luzern unter Vertrag steht.

## Karriere
Lingg durchlief sämtliche Juniorenstufen bei Unihockey Luzern, ehe er 2017 fix in der ersten Mannschaft spielte. Nach drei Saisons wechselte er mit einer Doppellizenz zu Ad Astra Sarnen in die Nationalliga A. Auf die Saison 2021/22 spielt Lingg mit einer Doppellizenz für Sarnen und Luzern.